# Abbaye Sainte-Colombe de Saint-Denis-lès-Sens
L'abbaye Sainte-Colombe de Saint-Denis-lès-Sens est une abbaye fondée au VIIe siècle à Saint-Denis-lès-Sens en 620. À partir du XIe siècle elle est connue pour les reliques de saint Thibaut rapportées d'Italie en 1075.
Saint Thomas Becket y a vécu de 1166 à 1170 et y rencontre le pape Alexandre III qui lui-même y réside 25 mois pendant son exil.
L'église est démolie pendant la Révolution française en 1792 et les reliques de la sainte disparaissent. Au XIXe siècle, une chapelle de l'Immaculée Conception est construite à cet emplacement.
L'édifice est inscrit au titre des monuments historiques en 1966.

## Histoire
L'abbaye est fondée par Clotaire II (584-629) sur le tombeau de sainte Colombe à Saint-Denis-lès-Sens en 620.
Elle subit plusieurs revers au cours de son histoire : siège de Sens par les musulmans en 732 (la bataille est lancée par saint Ebbon) ; incendie par les Hongrois en 937 ; etc. De ce fait, son cartulaire est des plus incomplets concernant ses premiers temps. Assez de traces subsistent cependant pour être certain qu'elle a eu une grande influence dans le diocèse de Sens et au-delà.

### Époque mérovingienne
Le roi Dagobert, fils de Clotaire II, nomme saint Éloi administrateur de l'abbaye ; il lègue en 638 par testament son domaine de Grandchamp à celle-ci. À sa mort le 19 janvier 639, l'abbaye hérite ainsi d'un domaine qui lui permet de prendre pied dans cette partie sud du diocèse, restée jusqu'à peu encore sauvage hormis le passage du chemin du sel de la Loire à l'Yonne. Les moines y fondent rapidement un prieuré à Saint-Val sur Grandchamp, aiguillonnés par les archevêques de Sens qui à cette époque prennent conscience de l'emprise grandissante de l'abbaye Saint-Germain d'Auxerre sur cette zone.
L'ascension de l'abbaye est d'autant plus remarquable que, sise dans les faubourgs de Sens, elle est détruite par les musulmans en 732, bien que la ville elle-même ait été sauvée grâce à son archevêque saint Ebbon.

### Époque carolingienne
L'une de ses maisons-filles est le prieuré de Grandchamp, qui joue un rôle important dans la rivalité entre l'archevêché de Sens et l'évêché d'Auxerre. Le prieuré de Grandchamp étend donc son influence sur son voisinage. Les paroisses Sainte-Colombe de Champignelles et Saint-Denis de Saint-Denis-sur-Ouanne sont créées avant le milieu du IXe siècle, ainsi que le sanctuaire plus tard appelé le Martroi de Saint-Denis en limite sud de la commune de Chevillon avec La Ferté-Loupière. L'abbaye a droit de patronage sur la paroisse de Béon, ce dont témoigne un acte de Michel archevêque de Sens de 1194 à 1199, qui confirme ces droits entre 1196 et 1198. Marchais-Beton, dépendant du prieuré de Grandchamp, doit son origine à Betton qui fait creuser ou agrandir l'étang du futur village.
La nouvelle abbatiale, consacrée en 853 par l'archevêque de Sens Wenilon, connaît quatre-vingts ans de croissance au milieu d'une période troublée. Alors qu'Evrard est archevêque, elle échappe de justesse à l'invasion normande de 885 qui atteint Sens en 886. Betton, alors prévôt de Sainte-Colombe, fait entourer l'abbaye de remparts au début du Xe siècle.
Le roi Rodolphe de France fut inhumé dans l'abbaye auprès de son père devant le grand autel, dans cette église qu'il avait enrichie mais aussi dotée de nombreux biens.
Le raid hongrois de l'hiver 936-937 marque la fin de l'abbaye : les Hongrois incendient Sainte-Colombe. La nouvelle et troisième abbatiale est construite de 1142 à 1164, soit un siècle plus tard. Dans l'intervalle, nombre des dépendances de l'abbaye sont prises par des féodaux, y compris le prieuré de Grandchamp. C'est donc au Xe siècle que l'abbaye de Sainte-Colombe décline au point d'être oubliée.
Au milieu du IXe siècle, Wenilon alors archevêque de Sens, fait transférer dans l'abbaye les reliques de Sainte Colombe et de Saint Loup.
Fromond Ier, comte de Sens et vassal de Hugues le Grand, fait détruire ses murailles en 945 ; en effet le comte Raynald de Reims ayant pris Sens durant une absence de Fromond, ce dernier s'est abrité dans l'abbaye pour lui reprendre la ville par ruse - et détruit subséquemment ces remparts de Sainte-Colombe afin que personne ne puisse imiter son exemple.
En 1075 Arnolf de Champagne, abbé de Sainte-Colombe de Sens et de Saint-Pierre de Lagny, rapporte d'Italie des reliques de son frère saint Thibaut.

### Époque capétienne

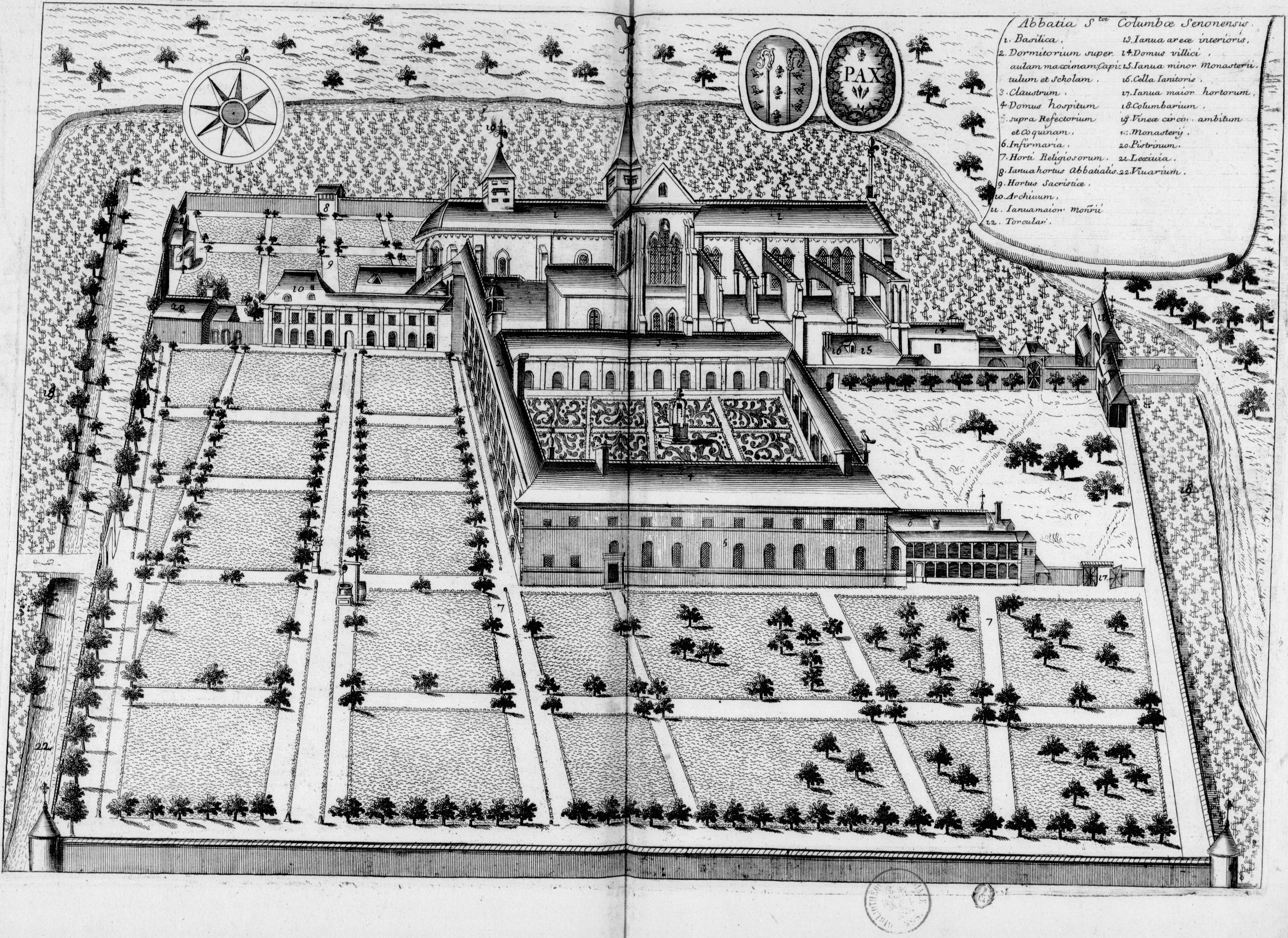
L’abbaye au XVIIe siècle. Planche gravée du Monasticon Gallicanum.

Le pape Alexandre III, pris dans son conflit avec l'empereur Frédéric Barberousse, se réfugie en France en 1162 et réside à l'abbaye d'octobre 1163 à novembre 1165. Il en consacre l'église en 1164 ; la même année, il y rencontre Thomas Beckett (1117 - 1170), qui a dû quitter l'Angleterre en 1164.
Saint Thomas Becket réside ensuite à Cîteaux, où il passe deux ans avant de revenir se réfugier à Sainte-Colombe lorsque sa vie est de nouveau menacée à Cîteaux.
Le seigneur local de l'époque est généreux avec l'abbaye. En 1165, Guérin (Garinus) vicomte de Sens et son père Salon (Salo) souscrivent conjointement une donation à l'abbaye. Cette même année (peut-être en même temps), Guérin abandonne également les droits de protection et les redevances que lui doit l'abbaye. En 1168, année de la mort de Guérin, l'abbaye hérite de lui la plaine des Sablons le long de l'Yonne au nord de la ville.

## Abbés
L'abbaye Sainte-Colombe a pendant un temps eu des abbés laïcs. Lorsqu’un abbé laïc était nommé dans une abbaye, celle-ci était en fait dirigée par le prévôt.
Suit une liste partielle des abbés et prévôts de l'abbaye. Les abbés laïcs sont signalés comme tels, et dans la mesure du possible les prévôts ayant servi pendant leur tenure sont également indiqués.
- fin VIIIe : Guelf (ou Welf) († 781), abbé de Sainte-Colombe.
- 846- : Lambert II de Nantes est nommé abbé laïc par Charles le Chauve[9].
- Hugues l'Abbé († 886), abbé de Saint-Riquier et de plusieurs autres abbayes, et futur archevêque de Cologne[10].
- ?-? : Richard le Justicier (858-921), duc de Bourgogne, abbé laïc, inhumé dans l'abbaye[4]
  - ~885 - 915 : Betton de Sens, prévôt.
- Raoul de France (890-936), fils du précédent, abbé laïc, inhumé dans l'abbaye[4]
- Arnoulphe de Champagne, frère de Thibaut de Provins, également abbé de Saint-Pierre de Lagny ;
- 1140 ou avant - 1142 ou après : Thibaud de Payns ( ?), fils d'Hugues de Payns et compagnon de saint Bernard, qui participe au concile de Sens de 1140 et fait reconstruire l'église abbatiale en 1142 ; mort pendant la deuxième croisade.

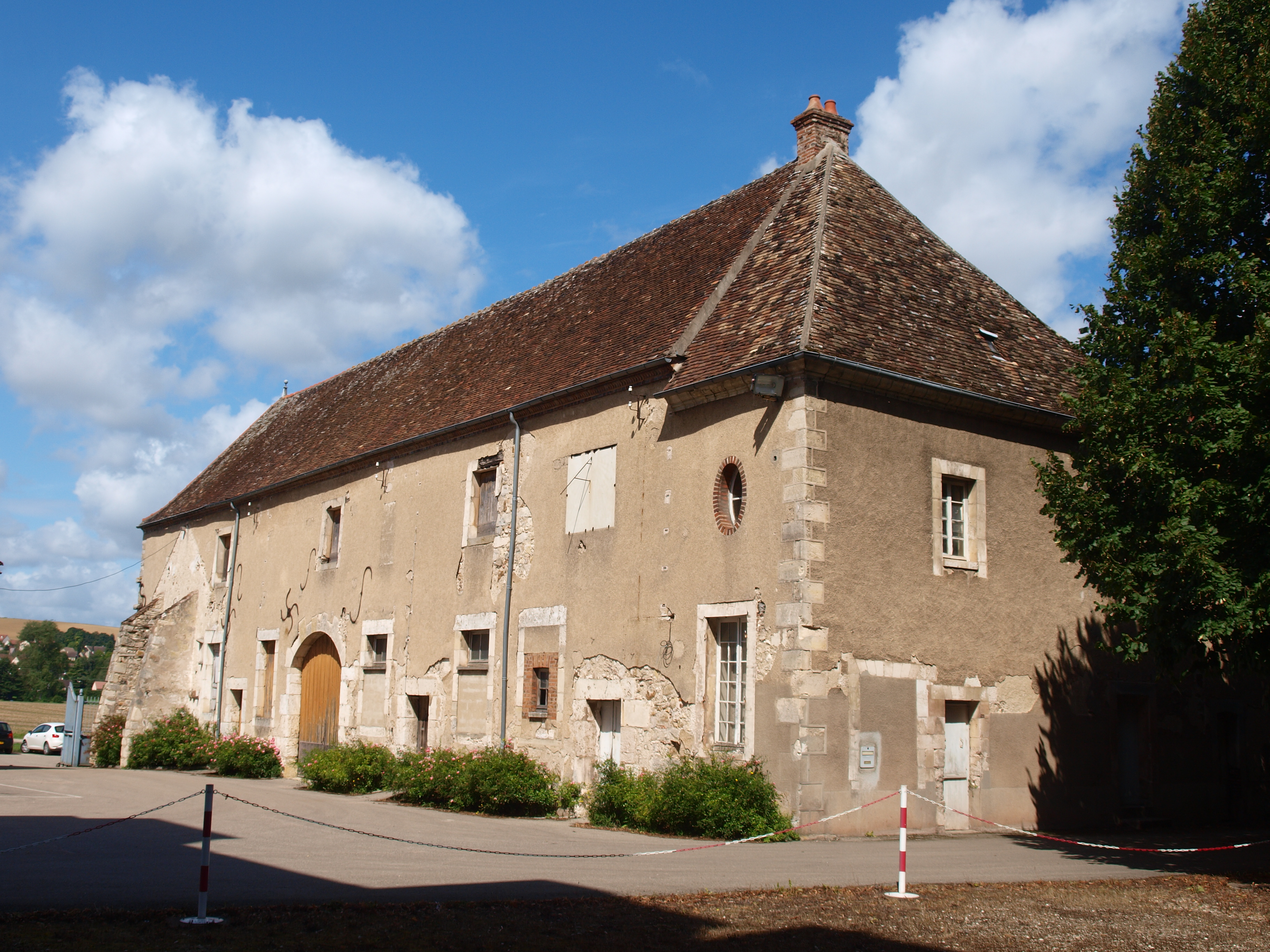
L'ancien cloître...
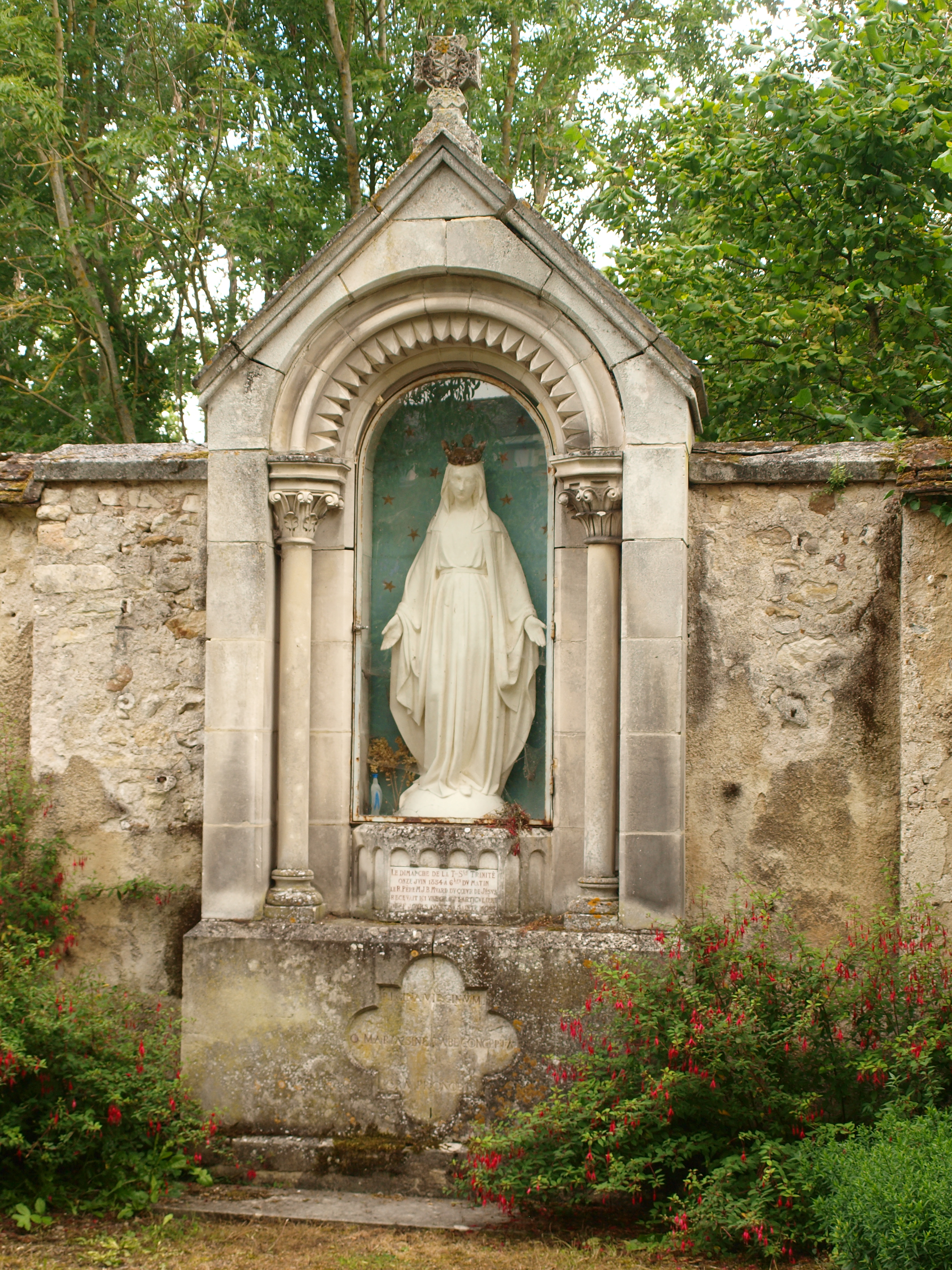
... et la statue de la Vierge contre son mur de clôture
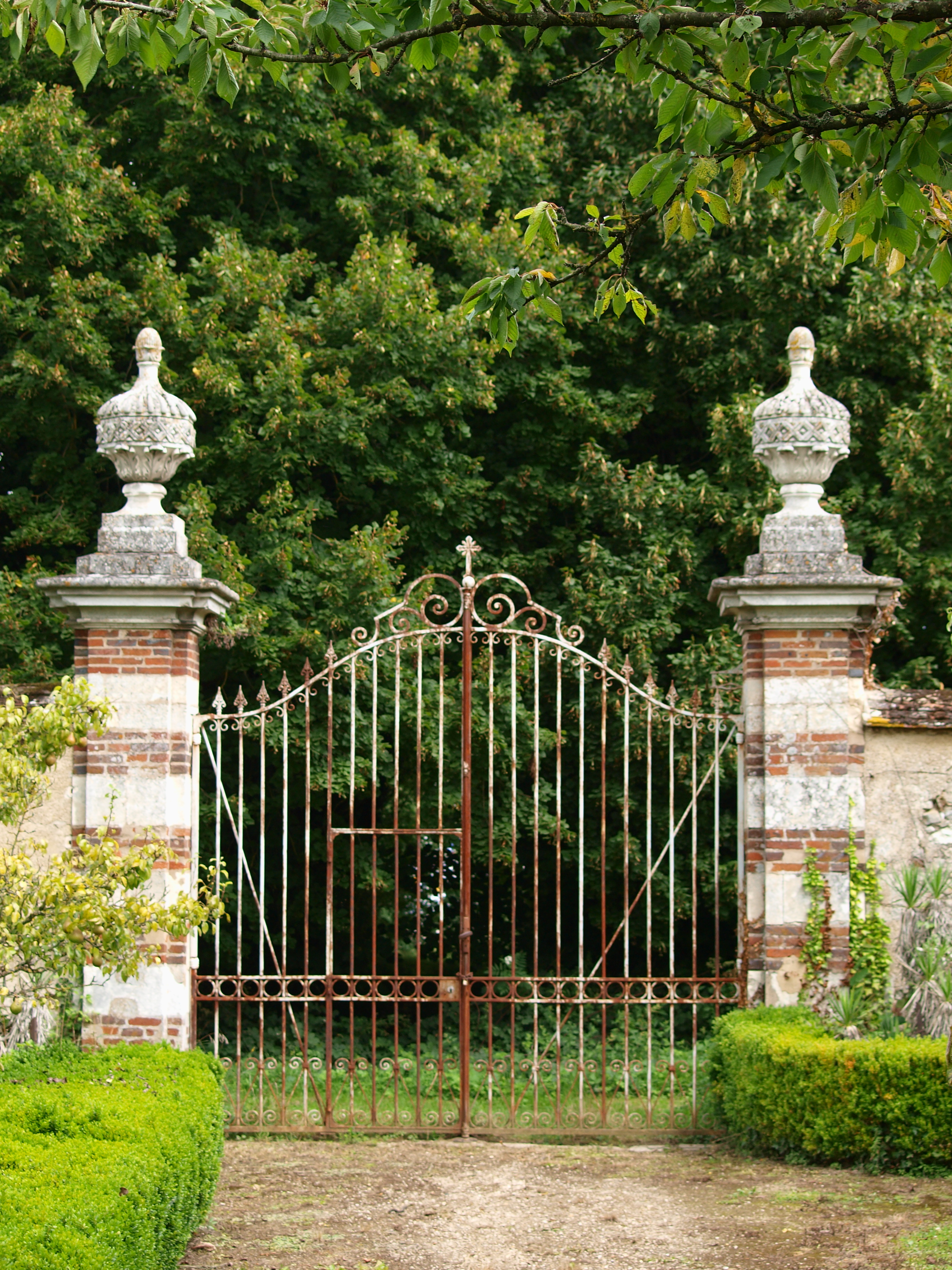
Portail secondaire de l'abbaye.

## Annexes

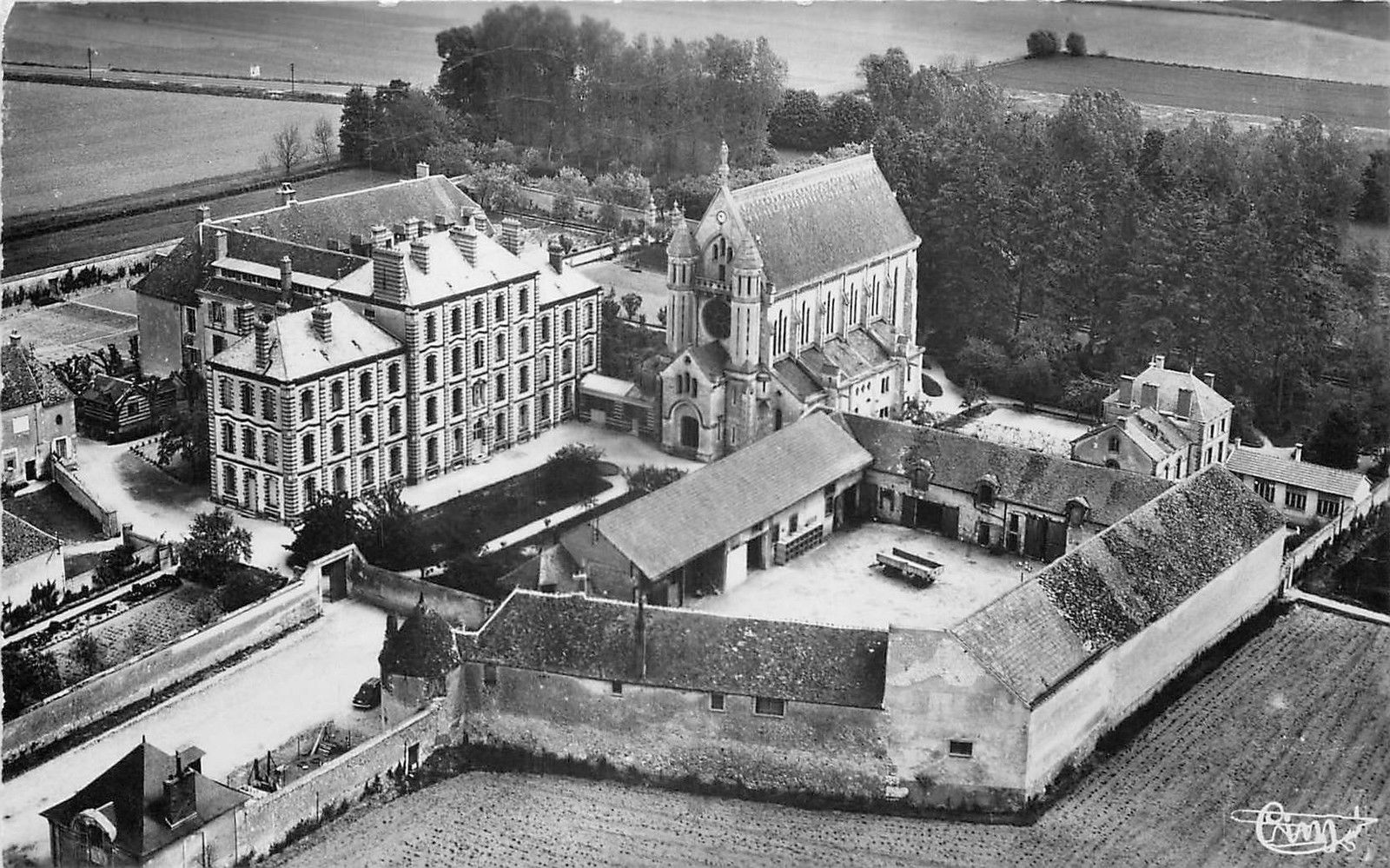
Vue aérienne.